# Ana Paula Maia
Ana Paula Maia (Nova Iguaçu, dezembro de 1977) é uma escritora e roteirista brasileira.

## Biografia
Nasceu e cresceu num bairro da periferia em Nova Iguaçu, no estado do Rio de Janeiro, filha de uma professora de língua portuguesa e literatura e de um comerciante, dono de bar. Sua infância foi marcada tanto pela violência presente no bairro em que morava como pelo contato com os livros, por influência da mãe.
Interessou-se pelo cinema desde muito cedo e, junto com o irmão, assistiu a muitos filmes de terror e de velho-oeste, sendo parte da sua formação cultural e influenciando o seu estilo de escrita.
Aos 16 anos, foi estudar teatro na Casa de Artes de Laranjeiras, mas desistiu depois de ter sido reprovada. Durante a adolescência foi baterista numa banda de punk rock, período em que acabou se afastando da leitura de livros. Aos 18 anos voltou a ler ensaios, teses e literatura pela necessidade de buscar algo a mais que as atividades da adolescência não preenchiam.
Fez graduação em Ciência da Computação e Comunicação Social, mas não chegou a exercer nenhuma atividade relacionada a elas.
Mora em Curitiba desde 2015.

## Carreira
Seu primeiro romance, O habitante das falhas subterrâneas, foi publicado em 2003. Segundo a autora, uma das obras que a ajudou a escrever este romance foi O Apanhador no Campo de Centeio, de J. D. Salinger, traçando um paralelo entre seus protagonistas. O livro foi escrito durante as férias da faculdade, num período de dois meses e meio, e foi publicado pela editora 7 Letras, parcialmente financiado pela autora. Esses foram seus primeiros passos, e após a publicação do primeiro romance, seguiu dedicando-se, na maior parte do tempo, à literatura.
O livro Entre rinhas de cachorros e porcos abatidos foi escrito, inicialmente, como uma encomenda para uma coletânea de contos que iria ser publicada pela editora Mondadori, sendo escrito simultaneamente com o livro A Guerra dos Bastardos. São nestas obras que Edgar Wilson aparece pela primeira vez, um personagem recorrente na produção literária de Maia. Seu nome foi inspirado em Edgar Allan Poe e em seu conto William Wilson.
Com o desenvolvimento da história, Maia escreveu uma segunda narrativa, chamada O trabalho sujo dos outros, sendo publicado em conjunto com Entre rinhas de cachorros e porcos num volume único, pela editora Record. A primeira novela narra o cotidiano de dois abatedores de porcos e o seu único divertimento mais saudável, apostar em rinhas de cães. Já a segunda narrativa, conta a história de três homens que recolhem lixo, quebram asfalto e desentopem esgoto. Quando os coletores de lixo decidem fazer uma greve geral, a cidade começa a sucumbir e Erasmo Wagner inicia uma estranha jornada mística tendo um bode como condutor de um acerto de contas com o seu passado.
Apesar de serem duas histórias independentes, elas acabam se cruzando, e é então que Maia resolve escrever uma terceira narrativa tendo o fogo como tema principal, intitulado Carvão Animal. A autora conta que a inspiração para este livro se deu numa noite em que quase incendiou seu apartamento, quando a lâmpada do seu quarto queimou e ela esqueceu uma vela acesa na prateleira e o fogo se alastrou pelo móvel. Após apagar o princípio de incêndio, uma frase veio à sua mente e deu início a ideia do romance: "No fim tudo o que resta são os dentes".
Assim, Maia encerra a trilogia A saga dos brutos, iniciada com as novelas Entre rinhas de cachorros e porcos abatidos e O trabalho sujo dos outros (publicadas em volume único) e concluída com o romance Carvão Animal. Para o desenvolvimento de Carvão Animal, a autora estudou um manual de bombeiros e solicitou a um profissional da área para ajudá-la na revisão das partes mais técnicas da narrativa.
Seu quinto romance, De Gados e Homens, tem Edgar Wilson como protagonista, onde ele passa a trabalhar como atordoador num matadouro de gado e se vê, junto de seu chefe e de outros funcionários, surpreso diante da morte inesperada de animais e dos questionamentos despertados por tais eventos. A autora conta que a inspiração para esta história veio ao observar a movimentação de pessoas num açougue, o que a fez refletir sobre a quantidade de carne que a sociedade consome e como essa relação entre homem e gado vem desde a antiguidade.
Em Assim na Terra como embaixo da Terra, seu sexto romance, narra a história de uma colônia penal isolada, construída para ser um modelo de detenção do qual preso nenhum fugiria, que está a poucos dias de ser desativada e os poucos presos que restam serão transferidos para um local desconhecido por eles. Maia conta que tinha interesse em pesquisar e escrever sobre o sistema carcerário e as implicações sobre o confinamento, explorando esse ambiente de um terror intenso e o quanto disso contamina o homem. Com este livro ganhou em 2018 o Prêmio São Paulo de Literatura, na categoria Melhor Romance do Ano.
Enterre Seus Mortos foi o sétimo romance escrito e o primeiro a ser publicado pela editora Companhia das Letras. Edgar Wilson volta como protagonista e desta vez trabalhando como removedor de animais mortos em estradas. Este livro foi uma encomenda do produtor de cinema Rodrigo Teixeira, que tem os direitos de adaptação pela RT Features. Em 2019, ganhou pelo segundo ano consecutivo o Prêmio São Paulo de Literatura, na categoria Melhor Romance do Ano, por este livro.

### Cinema
Ana Paula Maia escreveu com o ator e cineasta Guilherme Weber o roteiro do filme Deserto, lançado em 2017. Estreia de Weber na direção, o filme é uma adaptação do romance Santa Maria do Circo, do escritor mexicano David Toscana, com Lima Duarte no papel principal.

### Teatro
Foi co-autora (com Mauro Santa Cecília e Ricardo Petraglia) do monólogo teatral O rei dos escombros, montado em 2003 por Moacyr Chaves.

### Televisão
Em 2019, a Globo anunciou o desenvolvimento de uma série exclusiva da plataforma de streaming GloboPlay, chamada Desalma. A série foi criada e escrita por Ana Paula Maia e tem previsão de estreia em 2020. O drama sobrenatural tem no elenco Cássia Kis, Cláudia Abreu, Maria Ribeiro e Ismael Caneppele, direção artística de Carlos Manga Jr. e direção de João Paulo Jabur e Pablo Müller.

## Temas
A autora considera que grande parte daquilo que ela escreve se deve às influências que teve na infância, tanto pela convivência com a violência como pelo consumo de filmes, livros e música, mas que no início de sua produção literária, ela se inspirava em seus autores favoritos, como Fiódor Dostoiévski e Edgar Allan Poe. Atualmente, Maia se inspira em seus próprios personagens e no universo que eles transitam, e afirma que seus livros são construídos dentro do mesmo universo, compondo partes de uma imensa narrativa, por isso Edgar Wilson é um personagem recorrente em suas histórias.
Um dos temas mais abordados pela autora é a relação do homem com o trabalho, a moldagem do caráter pelas atividades diárias e a inferiorização do homem pelo trabalho que exerce, com enfoque em profissões mais brutas e que, por vezes, geram repulsa, tais como lixeiro, funcionário de um crematório, abatedor de animais, bombeiro, entre outros. Tais profissões estão mais relacionadas aos homens do que às mulheres, sendo uma das características principais da literatura de Maia, uma autora que escreve sobre homens e que cita em várias entrevistas a sua preferência pela descrição do gênero masculino.
Com seu discurso direto, Maia consegue descrever as situações vividas por seus personagens sem necessariamente fazer um juízo de valor em cima de suas ações, deixando para o leitor interpretar da forma como bem entender. Para a autora, a interpretação que cada leitor faz de suas histórias tem relação com aquilo que lhes toca por dentro, com suas referências de vida e suas vivências.

## Prêmios
- 2018 - Prêmio São Paulo de Literatura: Melhor Romance do Ano - Assim na Terra como embaixo da Terra[26]
- 2019 - Prêmio São Paulo de Literatura: Melhor Romance do Ano - Enterre Seus Mortos[18]

## Obras

### Publicações no Brasil
- 2021: De cada quinhentos uma alma- Companhia das Letras- ISBN 9788535927092
- 2018: Enterre Seus Mortos - Companhia das Letras - ISBN 9788535930672
- 2017: Assim na Terra como embaixo da Terra - Editora Record - ISBN 9788501108234
- 2013: De Gados e Homens - Editora Record - ISBN 9788501404121
- 2007: A Guerra dos Bastardos - Língua Geral
- 2003: O habitante das falhas subterrâneas - Editora 7 Letras - ISBN 8575770527

#### A saga dos brutos
- 2009: Entre rinhas de cachorros e porcos abatidos. Publicado em conjunto com O trabalho sujo dos outros. Editora Record. ISBN 9788501085283
- 2011: Carvão Animal. Editora Record. ISBN 9788501092236

### Publicações no exterior
- 2016: Di Uomini e Bestie - Editora Nuova Frontiera - Edição italiana de De Gados e Homens
- 2015: Du Bétail et des Hommes - Éditions Anacaona - Edição francesa de De Gados e Homens
- 2015: De Ganados y Hombres - Editora Eterna Cadencia - Edição argentina de De Gados e Homens
- 2013: Krieg der Bastarde - Editora A1 - Edição alemã de A Guerra dos Bastardos
- 2013: Charbon Animal - Editora Anacaona - Edição francesa de Carvão Animal
- 2011: Rat Kopilad - Editora Rende - Edição sérvia de A Guerra dos Bastardos

### Participações em antologias
- 2013 - Je suis toujours favela - Editora Anacaona (França)[27]
- 2012 - RODRIGUES, Henrique (org.) - O Livro Branco - Editora Record
- 2012 - OLIVEIRA, Nelson de; BRUM, Maria Alzira (org.) - 90-00 - Cuentos brasileños contemporáneos - Universidad Veracruzana (México)
- 2012 - COUTO, Tito (org.) - Dez contos para ler sentado - Editora Caminho (Portugal)
- 2012 - FERNANDES, Rinaldo (org.) - 50 versão de amor e prazer - Geração Editorial
- 2011 - OLIVEIRA, Nelson de (org.) - Geração Zero Zero - Editora Record
- 2009 - BUARQUE DE HOLLANDA, Heloísa (org.) - Enter: Antologia Digital - O Instituto
- 2009 - OLIVEIRA, Nelson de (org.) - Blablablogue - crônicas & confissões - Editora Terracota
- 2009 - OLIVEIRA, Nelson de (org.) - Todas as Guerras -Volume 1 (Tempos modernos)  Editora Bertrand Brasil
- 2009 - OLIVEIRA, Nelson de; BRUM, Maria Alzira (org.) - 90-00 - Cuentos brasileños contemporáneos - Ediciones Copé (Peru)
- 2009 - LAVEZZO, Federico (org.) - 10 cariocas - Ferreyra editor (Argentina)
- 2007 - LEITE, Ivana - 35 segredos para chegar a lugar nenhum - Editora Bertrand Brasil
- 2005 - MALTA, Patrizia di (org.) - Sex´n´Bossa - Antologia di narrativa erotica brasiliana - Editora Mondadori (Itália)
- 2005 - MOUTINHO, Marcelo (org.) - Contos sobre tela - Editora Pinakotheke
- 2004 - RUFFATO, Luiz (org.) - 25 mulheres que estão fazendo a nova literatura brasileira - Editora Record

## Fortuna crítica
- VICELLI, Karina Kristiane. Sangue e hambúrgueres - o novo realismo e o romance policial na obra "De gados e homens" de Ana Paula Maia
- VICELLI, Karina Kristiane. Violência e bastardos na obra de Ana Paula Maia. Dourados: Arrebol Coletivo, 2021.
- VICELLI, Karina Kristiane. Melhor que ser escritora brasileira, é ser latino-americana, In: Revista Literária de Estudos da UEMS (REVELL). https://periodicosonline.uems.br/index.php/REV/article/view/2962
- NINA, Cláudia. Delicados Abismos. Editora Oito e Meio, 2013
- SILVEIRA, R. C.; Lessa, C. F.; Oliveira Neto, G. Uma visita ao Naturalismo e aos valores humanistas, em Ana Paula Maia. In: Godofredo de Oliveira Neto; Carina Lessa. (Org.). O pós-pós moderno: novos caminhos da prosa brasileira. 1ed.Rio de Janeiro: Multifoco, 2011, v. 1, p. 187-202
- RESENDE, Beatriz. Literatura sem papel: a virtualidade poética de Maira Paula e o folhetim eletrônico de Ana Paula Maia. In: Contemporâneos:expressões da literatura brasileira no século XXI. Rio de Janeiro: Casa da Palavra: Biblioteca Nacional, 2008